# Muldenthal-Eisenbahngesellschaft

Die Strecke der Muldenthal-Eisenbahngesellschaft

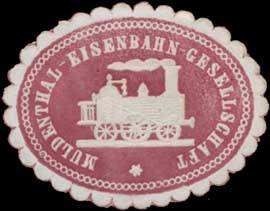
Siegelmarke der Muldethal-Eisenbahn-Gesellschaft

Die Muldenthal-Eisenbahngesellschaft war eine private Eisenbahngesellschaft in Sachsen. Sie war Eigentümer und Betreiber der im Muldental verlaufenden Bahnstrecke Glauchau–Wurzen.

## Geschichte
Bereits 1860 wurde in Penig ein Zentralkomitee mit dem Ziel gegründet, eine Eisenbahn von Glauchau nach Wurzen zu errichten. 1864 erteilte die sächsische Ständeversammlung die Genehmigung zum Bau einer Bahn von Leipzig über das Muldental nach Chemnitz. Da sich hierfür keine private Gesellschaft fand, wurde 1868 eine Genehmigung zum Bau einer Bahn von Glauchau über Wurzen bis zur sächsisch-preußischen Landesgrenze erteilt. 
Am 12. März 1872 wurde die Muldenthal-Eisenbahngesellschaft gegründet, welche am 29. April 1872 die Konzession zum Bau und Betrieb der Bahn zwischen Glauchau und Wurzen erhielt. Die Konzession für den Abschnitt von Wurzen zur Landesgrenze wurde nicht erteilt, da die Fortführung der Strecke in Preußen nicht gesichert war.
Die Inbetriebnahme der Strecke erfolgte in mehreren Schritten:
- 10. Mai 1875: von Glauchau bis Penig
- 9. Dezember 1875: von Rochlitz bis Großbothen
- 29. Mai 1876: von Penig bis Rochlitz
- 30. Juni 1877: von Großbothen bis Wurzen

Aufgrund finanzieller Schwierigkeiten wurde die Bahngesellschaft am 1. August 1878 von den Königlich Sächsischen Staatseisenbahnen übernommen.